# Чжан Тяньси
Чжан Тяньси́ (кит. трад. 張天錫, упр. 张天锡, пиньинь Zhāng Tiānxí, 346-406), взрослое имя Чуньху́ (кит. трад. 純嘏) — последний правитель государства Ранняя Лян.

## Биография

### Молодые годы
Чжан Тяньси родился в 346 году — в том же году, когда умер его отец Чжан Цзюнь. Хотя Чжан Цзюнь уже правил Ранней Лян как де-факто независимый правитель, но он не желал рвать с империей Цзинь, хотя и был вынужден учитывать реалии — соседство с мощным «варварским» государством Поздняя Чжао, поэтому для внутреннего употребления он использовал цзиньский титул «Сипинского удельного гуна» (西平郡公), а в общении с Поздней Чжао — данный чжаоскими правителями титул «Лянского князя» (凉王). Титулы Чжан Цзюня унаследовал его второй сын Чжан Чунхуа. Когда в 353 году Чжан Чунхуа скончался, то на престол формально взошёл его 9-летний сын Чжан Яолин, однако реальная власть сосредоточилась в руках дяди Чжан Цзо. В начале 354 года Чжан Цзо сместил Чжан Яолина и сел на трон сам, после чего официально порвал с империей Цзинь, введя летоисчисление в соответствии с собственным девизом правления. В 355 году против Чжан Цзо восстали генералы Чжан Гуань и Сун Хунь, решившие вернуть трон Чжан Яолину. Узнав об этом, Чжан Цзо убил Чжан Яолина, но восставшие генералы продолжили путь на столицу Гуцзан, где при их приближении подняли восстание брат Чжан Гуаня Чжан Цзюй и его сын Чжан Сун. Чжан Цзо был убит, а на престол был возведён 6-летний Чжан Сюаньцзин, регентом при котором стал Чжан Гуань.
Чжан Гуань объявил, что Ранняя Лян по-прежнему верна империи Цзинь, однако Чжан Сюаньцзин при этом был объявлен «Лянским князем» (凉王), хотя этот титул его предшественники получили не от империи, а от северных «варварских» государств. В 356 году под давлением со стороны государства Ранняя Цинь Чжан Гуань был вынужден от имени Чжан Сюаньцзина признать Раннюю Цинь сюзереном Ранней Лян. В 359 году Чжан Гуань решил убить Сун Хуня и его брата Сун Чэна, сместить Чжан Сюаньцзина и занять трон самому. Узнав об этом, Сун Хунь поднял восстание в столице Гуцзане и победил; Чжан Гуань совершил самоубийство, а Сун Хунь стал новым регентом. По совету Сун Хуня Чжан Сюаньцзин отказался от титула «Лянский князь» и вернулся к дарованному его предкам империей Цзинь титулу «Сипинский удельный гун».

### Регент
В 361 году Сун Хунь скончался, и регентом стал его брат Сун Чэн. Вскоре, однако, генерал Чжан Юн убил Сун Чэна, вырезал весь его клан, и стал регентом вместе с Чжан Тяньси, которому Чжан Сюаньцзин приходился племянником. Вскоре Чжан Тяньси отправил своего подручного Лю Су убить Чжан Юна. Покушение не удалось, Чжан Юн поднял войска и напал на Чжан Тяньси, но тот убедил солдат, что мстил за уничтоженный клан Сун, и что следующим шагом Чжан Юн бы вырезал правящий клан Чжан. Солдаты покинули Чжан Юна, и тот совершил самоубийство.
В 363 году часть придворных организовала заговор против Чжан Тяньси, но покушение не удалось. Чжан Сюаньцзин испугался, и предложил Чжан Тяньси самому сесть на трон, но тот отказался. Однако месяц спустя по поручению Чжан Тяньси Лю Су с солдатами ворвался во дворец и убил Чжан Сюаньцзина. Официально было объявлено, что Чжан Сюаньцзин умер от болезни, и Чжан Тяньси взошёл на престол.

### Правитель Ранней Лян
В момент восшествия на престол Чжан Тяньси было всего 17 лет, возраст его основных сподвижников (Лю Су, Чжао Байцзю и пр.) также не превышал 20 лет, однако несмотря на это Чжан Тяньси формально усыновил некоторых из них, дал им высокие посты и позволил управлять как им вздумается. Эти действия оттолкнули от него ряд более старых опытных военных.
В 364 году правитель Ранней Цинь Фу Цзянь вынудил Чжан Тяньси признать сюзеренитет Ранней Цинь, однако год спустя Чжан Тяньси прервал связи с Ранней Цинь и вернулся к подданству империи Цзинь. Воспользовавшись ослаблением Ранней Цинь Ли Янь, правивший округом Лунси, также порвал с ней и начал захватывать территории окрестные территории, ведя себя как независимый правитель. В начале 367 года Чжан Тяньси лично повёл войска на Ли Яня и отвоевал у него ряд городов. Испуганный Ли Янь вернулся в подданство Ранней Цинь и запросил помощи. Глава циньского правительства Ван Мэн повёл войска на освобождение Фуханя, бывшего оплотом Ли Яня, но никому не удавалось взять верх, и тогда Ван Мэн предложил компромисс: Чжан Тяньси может забрать к себе людей Ли Яня, в то время как за Ван Мэном останется территория. Чжан Тяньси согласился, и конфронтация между Ранней Лян и Ранней Цинь прекратилась.
В 370 году, после покорения государства Ранняя Янь, Фу Цзянь отправил к Чжан Тяньси послами Лян Шу и Янь Фу, а также взятого ранее в плен лянского генерала Инь Цзюя. С ними было передано письмо от Ван Мэна, в котором тот предлагал покориться государству Цинь. Испуганный циньской военной мощью, Чжан Тяньси принёс извинения и вновь признал себя вассалом Ранней Цинь. Однако потом, опасаясь большого количества циньских войск у своих границ, он построил алтарь к западу от своей столицы и заставил своих подчинённых принести клятву верности ему и империи Цзинь, а также предложил знаменитому цзиньскому генералу Хуань Вэню нанести совместный удар по Ранней Цинь.
В 376 году Фу Цзянь решил окончательно разрешить вопрос с Ранней Лян, и направил против неё 130-тысячную армию во главе с Гоу Чаном, однако перед этим вновь направил Лян Шу и Янь Фу с предложением покориться и прибыть в Чанъань с официальным визитом. Полагая, что из циньской столицы его уже не выпустят, Чжан Тяньси решил сопротивляться, и убил послов. Против циньской армии был направлен опытный генерал Ма Цзянь, однако тот, давно уже недовольный Чжан Тяньси, сдался циньцам. Прочие армии были разгромлены циньскими войсками. Чжан Тяньси решил возглавить войска лично, однако когда он попытался покинуть Гуцзан — там началось восстание. Испуганный Чжан Тяньси вернулся в свою столицу и сдался. Так завершилась история государства Ранняя Лян.

### Последние годы жизни
Фу Цзянь простил Чжан Тяньси, дал ему титул «Гуййиского хоу» (歸義侯) и должность среднего уровня. В 383 году Чжан Тяньси был вместе с Фу Цзянем, когда циньские войска были разбиты цзиньцами в битве на реке Фэй, и воспользовался случаем, чтобы бежать в империю Цзинь. В память о заслугах его предков император Сяоу-ди восстановил его титул «Сипинского удельного гуна» и тоже дал должность среднего уровня, однако прочие чиновники не уважали его за то, что он потерял свой удел. Постепенно он стал слабеть рассудком, и ему уже не доверяли важных дел. Во время правления императора Ань-ди всесильный регент Сыма Юаньсянь часто призывал к себе Чжан Тяньси, чтобы тот развлёк его; заметив бедность Чжан Тяньси, Сыма Юаньсянь дал ему должность правителя округа. Когда генерал Хуань Сюань устроил переворот и сверг Сыма Юаньсяня то, пытаясь использовать репутацию семьи Чжан в своих целях, формально назначил Чжан Тяньси губернатором провинции Лянчжоу (на землях которой и находилась Ранняя Лян; должность была чисто титулярной, так как империя Цзинь эти земли в то время уже не контролировала).